# Шкуркіна Людмила Андріївна
Людми́ла Андрі́ївна Шку́ркіна (2 лютого 1950, Кіцмань, Чернівецька область, Українська РСР, СРСР — 20 вересня 2008, Севастополь, Автономна Республіка Крим, Україна) — українська актриса театру і кіно, заслужена артистка УРСР (1975). Лауреатка премії ім. М. Заньковецької (1996).

## Життєпис
Народилася 2 лютого 1950 року в місті Кіцмань. Дитячі роки провела у рідному місті, де навчалася у середній та дитячій музичній школах по класу скрипки.
Ще під час навчання брала участь у вокально-інструментальному ансамблі «Буковинка», створеному Володимиром Івасюком.. За її спогадами, колектив складався з восьми учасників — чотирьох дівчат і чотирьох хлопців, серед яких були друзі обох. Ансамбль виконував як професійні твори, зокрема Мирослава Скорика, так і авторські пісні Івасюка. У 1965 році колектив став переможцем обласного конкурсу та виступив у Києві на концерті до 25-річчя возз'єднання Буковини з УРСР, за що був нагороджений поїздкою Дніпром.
У 1971 році закінчила Національний університет театру, кіно і телебачення імені І. Карпенка-Карого. Професійну діяльність розпочала у Дніпропетровському драматичному театрі імені М. Горького, де пропрацювала близько 30 років. З 2001 року — акторка Севастопольського драматичного театру імені А. Луначарського.
Пішла з життя 20 вересня 2008 року внаслідок важкої невиліковної хвороби.

## Стосунки з Володимиром Івасюком
Людмилу Шкуркіну називають першим коханням Володимира Івасюка.
Вони навчалися разом у Кіцманській музичній школі. За спогадами директора школи Юрія Візнюка, вони підтримували дружні стосунки та часто проводили час разом.
Під час навчання у школі стався інцидент, коли Івасюк випадково пошкодив бюст Леніна. Як секретар комсомольської організації, Шкуркіна головувала на зборах, де розглядалося питання про його можливе виключення з комсомолу, що могло перешкодити закінченню школи. За свідченнями очевидців, завдяки її діям рішення про виключення не було ухвалене, і Івасюк продовжив навчання.
Після вступу до Київського театрального інституту вона продовжувала спілкуватися з Івасюком, попри переїзд його родини до Чернівців. За її словами, Івасюк відвідував прем'єри її вистав у Києві, зокрема дипломну постановку «Моя чарівна леді», де Шкуркіна виконувала роль Елізи Дуліттл.
У 1966 році до 16-річчя Шкуркіної Івасюк написав пісню «А мені шістнадцять літ», яку ансамбль «Буковинка» вперше виконав на концерті у Кіцмані. Шкуркіна зберегла подарований композитором альбом з нотами, віршем та його фотографією.
За спогадами Людмили Шкуркіної, у серпні 1978 року вони востаннє зустрілися з Володимиром Івасюком у Чернівцях. Разом відвідали Кіцмань, пройшлися містом, побували у лісі та біля озера. Пізніше Шкуркіна зазначала, що цінує цей спогад як особливий момент їхньої дружби.

## Театральна діяльність
Ролі у Дніпропетровському драматичному театрі ім. М. Горького:
- Любов («Любов Ярова» К. Треньова, 1997 р.)
- Земфіра («Цигани» О. Пушкіна, 1997 р.)
- Анфіса («Анфіса» Л. Андреєва, 1992 р.)
- Єлена («Геній та безпутство» Г. Горіна, 1994 р.)
- Аркадіна («Чайка» А. Чехова, 1995 р.)
- Емма («Леді Гамельтон» Т. Реттігана, 1996 р. — премія ім. М. Заньковецької)

Ролі у Севастопольському драматичному театрі ім. А. Луначарського:
- Мати («Криваве весілля» Гарсія Лорки, 2001 р.) та ін.[17]